# Piper instabilipes
Piper instabilipes är en pepparväxtart som beskrevs av William Trelease och Cyrus Longworth Lundell. Piper instabilipes ingår i släktet Piper och familjen pepparväxter. Inga underarter finns listade i Catalogue of Life.